# Shōnen Hollywood
Shōnen Hollywood (少年ハリウッド Shōnen Hariuddo?) es una franquicia de medios visuales japonesa creada por Ikuyo Hashiguchi. Se trata de un proyecto idol que comenzó como una novela escrita por Hashiguchi, la cual fue publicada por la editorial Shōgakukan en julio de 2012. Una adaptación a serie de anime producida por Zexcs fue emitida entre el 5 de julio y el 27 de septiembre de 2014 y se compone de trece episodios. Una segunda temporada, también de trece episodios, fue estrenada el 10 de enero de 2015. Funimation licenció la serie para su transmisión y lanzamiento en Estados Unidos, mientras que Crunchyroll la transmitió de forma simultánea con Japón.

## Argumento
Kōji Sakuragi es un hombre adulto de treinta y dos años de edad que ve un anuncio que busca cantantes masculinos para formar parte de un nuevo grupo llamado Shōnen Hollywood. Habiendo soñado alguna vez con ser un idol, Kōji cambia su nombre a Tsuyoshi Hiiragi y miente diciendo que tiene diecisiete años para así poder ingresar y estudiar en un conocido teatro en Shinjuku llamado Hollywood Tokyo, donde el grupo crecerá y desarrollará sus talentos.

### Shōnen Hollywood -Holly Stage for 49-
El anime se desarrolla quince años después de los eventos de la novela y sigue a un nuevo grupo de idols conformado por Kakeru Kazami, Ikuma Amaki, Kira Saeki, Daiki Tomii y Shun Maiyama.

## Personajes

### Shōnen Hollywood
Kakeru Kazami (風見 颯 Kazami Kakeru?)
Voz por: Ryōta Ōsaka
Kakeru vivió una vida normal hasta que el director de Hollywood Tokyo le descubrió y reclutó. No es un muchacho asertivo y acepta cualquier cosa que se le presente. Más adelante se revela que no puede cantar bien, un problema que finalmente es resuelto con la ayuda de los otros miembros de Shōnen Hollywood. Su color en el grupo es el rojo.
Ikuma Amaki (甘木 生馬 Amaki Ikuma?)
Voz por: Tetsuya Kakihara
Ikuma, apodado Makki, es un ex-delincuente que no terminó la escuela secundaria y debido a lo cual tiene problemas para leer kanji. Actúa como líder y centro del grupo. Más tarde, se revela que la razón por la que abandonó la escuela fue porque tuvo una pelea con sus compañeros. Su color es el verde.
Kira Saeki (佐伯 希星 Saeki Kira?)
Voz por: Daiki Yamashita
Kira es un ex-actor infantil con padres famosos y adinerados. A pesar de ser el miembro más joven del grupo, es el que tiene más experiencia profesional. Se muestra muy serio acerca de su trabajo e incluso ha dicho que su sueño es encontrar un trabajo en el cual pueda actuar frente a las personas, incluso cuando llegué a la mediana edad. Su color es el azul.
Daiki Tomii (富井 大樹 Tomii Daiki?)
Voz por: Shōta Aoi
Daiki es un gran admirador del anterior grupo de Shōnen Hollywood y se unió a la industria de los idols por esa misma razón. Es el miembro más brillante del grupo y sirve como su amuleto de buena suerte. Más adelante, se revela que creció en un orfanato y ha idolatrado a Minoru Tomii de la generación anterior después de que este visitará su orfanato (a pesar de tener el mismo apellido no están emparentados). Su color es el amarillo.
Shun Maiyama (舞山 春 Maiyama Shun?)
Voz por: Kenshō Ono
Shun es un músico que se unió a Shōnen Hollywood con el objetivo de ser una estrella internacional. A pesar de que le encantan las bromas y es muy orgulloso, en realidad es alguien serio en lo que respecta a la música. Inicialmente, Shun mantiene una actitud conflictiva hacia su estatus como idol debido a que no logra verlos como artistas serios.

### Otros
Kyōichi "Tesshi" Teshigawa (勅使河原 恭一 Teshigawa Kyōichi?)
Voz por: Masashi Nitta
El es mánager de Shōnen Hollywood. Ha estado en el Hollywood Tokyo incluso desde antes que el grupo original fuera famoso y aún mantiene una buena relación de amistad con estos. Enseña a los chicos baile y canto.
Presidente / Tsuyoto Hiiragi (シャチョウ / 柊 剛人 Shachō / Hiiragi Tsuyoto?)
Voz por: Daisuke Namikawa
Es el actual presidente del Hollywood Tokyo, así como también el protagonista de la novela y exmiembro del Shōnen Hollywood original. Inicialmente, mantiene su identidad oculta de los chicos. Su verdadero nombre es Kōji Sakuragi.
Ran Kazehara (風原 乱 Kazehara Ran?)
Voz por:Shintarō Asanuma
Miembro y líder del Shōnen Hollywood original, cuyo color era el rojo. Tras la separación del grupo abrió una pastelería, se casó y tuvo un hijo.
Daichi Hirosawa (広澤 大地 Hirosawa Daichi?)
Voz por: Sōichirō Hoshi
Otro de los miembros del Shōnen Hollywood original, donde su color era el verde. Tras la separación del grupo se convirtió en carpintero de escenarios y decorados. 
Kō Ōsaki (大咲 香 Ōsaki Kō?)
Voz por: Yūto Suzuki
Otro de los miembros del Shōnen Hollywood original, donde su color era el rosa. Tras la separación del grupo continuó una carrera como cantante en solitario y se ha vuelto muy popular.
Shima "Seama" Hayamizu (早水 海馬 Hayamizu Shima?)
Voz por: Kōsuke Toriumi
Otro de los miembros del Shōnen Hollywood original, donde su color era el azul. Tras la separación del grupo continuó trabajando en el mundo del entretenimiento y actualmente es productor musical.
Minoru Tomii (富井 実 Tomii Minoru?)
Voz por: Daisuke Sakaguchi
Otro de los miembros del Shōnen Hollywood original, donde su color era el amarillo. Tras la separación del grupo comenzó una carrera como actor. Creció en el mismo orfanato que Daiki y es la razón por la cual este se convirtió en idol.
Ryūnosuke "Ryū" Date (伊達 竜之介 Date Ryūnosuke?)
Voz por: Daisuke Kishio
Otro de los miembros del Shōnen Hollywood original, donde su color era el púrpura. Tras la separación del grupo no se supo que fue de él, aunque más adelante se revela que trabaja en un parque de atracciones como la mascota. Destacaba en el grupo por su personalidad jovial y alegre.
Cat (キャット Kyatto?)
Es un búho real que sirve como mascota y/o deidad guardiana del Hollywood Tokyo. Cat fue rescatado cuando era un polluelo por el anterior presidente del teatro tras caer de su nido y separarse de sus padres. De acuerdo con lo narrado por él mismo, el presidente le trajo al teatro para ser la deidad guardiana de Shōnen Hollywood porque sintió que su muerte estaba cerca. De hecho, el presidente murió en un accidente tan solo unos días después de haber traído a Cat.

## Media

### Novela
Escrita por Ikuyo Hashiguchi, Shōnen Hollywood comenzó su serialización el 6 de julio de 2012 bajo la imprenta Shōgakukan Bunko de la editorial Shōgakukan. En enero de 2013, se anunció una adaptación a serie de anime junto con el desarrollo de un proyecto idol en imagen real. En abril del mismo año se iniciaron las audiciones para dicho grupo, el cual pasaría a llamarse "Shōnen Hollywood Candidate". En junio de 2014, el grupo fue renombrado como Zen the Hollywood para ampliar la gama de actividades de la franquicia. 